# Aykut
Aykut ist ein türkischer männlicher  Vorname sowie Familienname mit der Bedeutung „Glück verheißender Mond“.

## Namensträger

### Männlicher Vorname
- Aykut Akgün (* 1987), türkischer Fußballspieler
- Aykut Zahid Akman (* 1958), türkischer Beamter
- Aykut Anhan (* 1985), deutscher Rapper kurdischer Abstammung (Haftbefehl)
- Aykut Demir (* 1988), niederländisch-türkischer Fußballspieler
- Aykut Erçetin (* 1982), türkischer Fußballspieler
- Aykut Kayacık (* 1962), deutscher Schauspieler und Regisseur
- Aykut Kocaman (* 1965), türkischer Fußballspieler und -trainer
- Aykut Özer (* 1993), deutsch-türkischer Fußballspieler
- Aykut Öztürk (* 1987), türkischer Fußballspieler
- Aykut Sevim (* 1991), türkischer Fußballspieler
- Aykut Topal (* 1991), türkischer Fußballspieler
- Aykut Turan (* 1993), türkischer Fußballspieler
- Aykut Uluç (* 1993), türkischer Fußballspieler
- Aykut Ünyazıcı (* 1936), türkischer Fußballspieler
- Aykut Yiğit (1959–2002), türkischer Fußballspieler

### Familienname
- İmren Aykut (* 1940), türkische Ökonomin, Gewerkschafterin und Politikerin
- Serkan Aykut (* 1975), türkischer Fußballspieler